# Liste der Kulturgüter in Maur
Die Liste der Kulturgüter in Maur enthält alle Objekte in der Gemeinde Maur im Kanton Zürich, die gemäss der Haager Konvention zum Schutz von Kulturgut bei bewaffneten Konflikten, dem Bundesgesetz vom 20. Juni 2014 über den Schutz der Kulturgüter bei bewaffneten Konflikten sowie der Verordnung vom 29. Oktober 2014 über den Schutz der Kulturgüter bei bewaffneten Konflikten unter Schutz stehen.
Objekte der Kategorie A sind im Gemeindegebiet nicht ausgewiesen, Objekte der Kategorie B sind vollständig in der Liste enthalten, Objekte der Kategorie C fehlen zurzeit (Stand: 1. Januar 2023). Unter übrige Baudenkmäler sind weitere geschützte Objekte zu finden, die im Verzeichnis der Objekte von überkommunaler Bedeutung der kantonalen Denkmalpflege zu finden und nicht bereits in der Liste der Kulturgüter enthalten sind.

## Kulturgüter
| Foto | | Objekt                                                         | Kat. | Typ | Standort                        | Beschreibung |
| ---- | --- | -------------------------------------------------------------- | ---- | --- | ------------------------------- | ------------ |
| ja   | Datei hochladen · Wikidata zu Bänkelsteg, Wallanlage (Q29932904)                                              | Bänkelsteg, Wallanlage unbekannter Zeitstellung KGS-Nr.: 07554 | B    | F   | Zürichstrasse 691700 / 244700   |              |
| ja   | Datei hochladen · Wikidata zu Burg Maur (Q14553724)                                                           | Burg, Häusergruppe KGS-Nr.: 07555                              | B    | G   | Burgstrasse 4–8 692953 / 243801 |              |
| ja   | Datei hochladen · Wikidata zu Greifensee, Schraubendampfer Greif (1895) (Q29932905)                           | Schraubendampfer Greif KGS-Nr.: 07556                          | B    | X   | Seestrasse 693755 / 243979      |              |
| ja   | Datei hochladen · Wikidata zu Reformierte Kirche Maur (Q29932908)                                             | Reformierte Kirche KGS-Nr.: 07557                              | B    | G   | Kirchrain 693261 / 243726       |              |
| ja   | Datei hochladen · Wikidata zu Schifflände–Kläranlage–Fluh, prähistorische Seeufersiedlungsstellen (Q29932911) | Schifflände, neolithische Seeufersiedlung KGS-Nr.: 07558       | B    | F   | Schifflände 693675 / 243950     |              |
| ja   | Datei hochladen · Wikidata zu Seeufersiedlung (Q29932913)                                                     | Weierwiesen, neolithische Seeufersiedlung KGS-Nr.: 12623       | B    | F   | 692801 / 245000                 |              |
| ja   | Datei hochladen · Wikidata zu Seeufersiedlung (Q29932914)                                                     | Uessikon / Letzi, neolithische Seeufersiedlung KGS-Nr.: 12624  | B    | F   | 694726 / 242000                 |              |
| ja   | Datei hochladen · Wikidata zu Pfarrhaus (1563) (Q29932907)                                                    | Pfarrhaus mit Nebenbauten KGS-Nr.: 14790                       | B    | G   | Kirchweg 3 693205 / 243765      |              |

## Übrige Baudenkmäler
Legende: Im Wesentlichen siehe Legende der Liste der Kulturgüter von nationaler und regionaler Bedeutung, mit folgenden Ausnahmen:
- Anstelle der KGS-Nummer wird als Objekt-Identifikator (ID) die Inventarnummer im Verzeichnis der Objekte von überkommunaler Bedeutung des kantonalen Denkmalschutzamtes verwendet.
- Bei den Kategorien wird wie folgt unterschieden: B kant. = Objekt von kantonaler Bedeutung (Kanton Zürich); B reg. = Objekt von regionaler Bedeutung (Kanton Zürich).